# Mafalda av Savojen

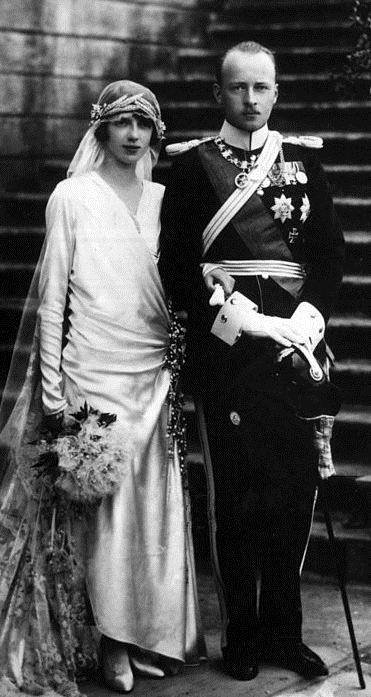
Prinsessan Mafalda och Philipp av Hessen, 1925

Prinsessan Mafalda som barn

Prinsessan Mafalda Maria Elisabetta Anna Romana av Savojen, född 2 november 1902 i Rom i Italien, död 27 augusti 1944 i Buchenwald, var en italiensk prinsessa, andra barnet till kung Viktor Emanuel III av Italien och prinsessan Elena av Montenegro.

## Biografi
Mafalda gifte sig med Philipp av Hessen-Kassel, lantgreve av Hessen-Kassel, den 23 september 1925 på slottet Racconigi i Piemonte nära Turin. De fick fyra barn: Moritz (1926–2013), Heinrich (1927–1999), Otto (1937–1998) och Elisabeth (född 1940), gift med greve Friedrich Carl von Oppersdorff.

### Nazisttiden
Mafaldas make var lojal mot Nazistpartiet. Hans bror prins Christoph var också en del av nazihierarkin och gift med prinsessan Sophie av Grekland och Danmark, som var syster till prins Philip, hertig av Edinburgh. Prinsessan Mafaldas giftermål resulterade i att hennes make hamnade i kläm mellan nazisterna i Tyskland och fascisterna i Italien. Under andra världskriget trodde Adolf Hitler att prinsessan Mafalda arbetade mot nazisterna och hänvisade till henne som "det svartaste kadavret i det italienska kungahuset".
Tidigt i september 1943 färdades prinsessan Mafalda till Bulgarien för att närvara vid begravningen av sin svåger, kung Boris III. När hon var där blev hon informerad om Italiens kapitulation och att hennes make hölls fängslad i Bayern medan parets barn fick en fristad i Vatikanen. Gestapo gav order att Mafalda skulle arresteras och den 23 september 1943 fick hon ett telefonsamtal från Karl Hass som talade om att det fanns ett viktigt meddelande från hennes man. När hon anlände till den tyska ambassaden blev hon arresterad. Man anklagade henne för subversiv verksamhet, men arresteringen tjänade också som hot mot hennes far, kungen av Italien. Prinsessan Mafalda transporterades till München för förhör och därefter till Berlin. Slutligen blev hon deporterad till koncentrationslägret Buchenwald.

### Koncentrationsläger och död
Den 24 augusti 1944 bombades Buchenwald av amerikanerna. Ungefär fyrahundra fångar dödades. Mafalda begravdes upp till halsen i spillror och hennes arm brändes nästan in till benet. Armen blev infekterad och amputerades. Hon blödde under hela operationen och återfick aldrig medvetandet. Natten mellan den 26 och 27 augusti 1944 dog hon.
Mafaldas familj underrättades inte om hennes död. Rykten började cirkulera i slutet av 1944, men hennes död blev inte bekräftad förrän efter den tyska kapitulationen 1945. Efter krigsslutet återbegravdes prinsessan vid slottet i Kronberg i Hessen. År 1997 hedrade den italienska regeringen prinsessan Mafalda med hennes bild på ett frimärke.